# Audi Urban Concept
El Audi Urban Concept es un prototipo de automóvil del segmento A diseñado por la fábrica alemana Audi y presentado en el salón de Frankfurt de 2011.
- Datos: Q5390407